# Bajkal-omul
Bajkal-omul (Coregonus migratorius) är en fiskart som först beskrevs av Georgi, 1775.  Bajkal-omul ingår i släktet Coregonus och familjen laxfiskar. Inga underarter finns listade.

## Bildgalleri

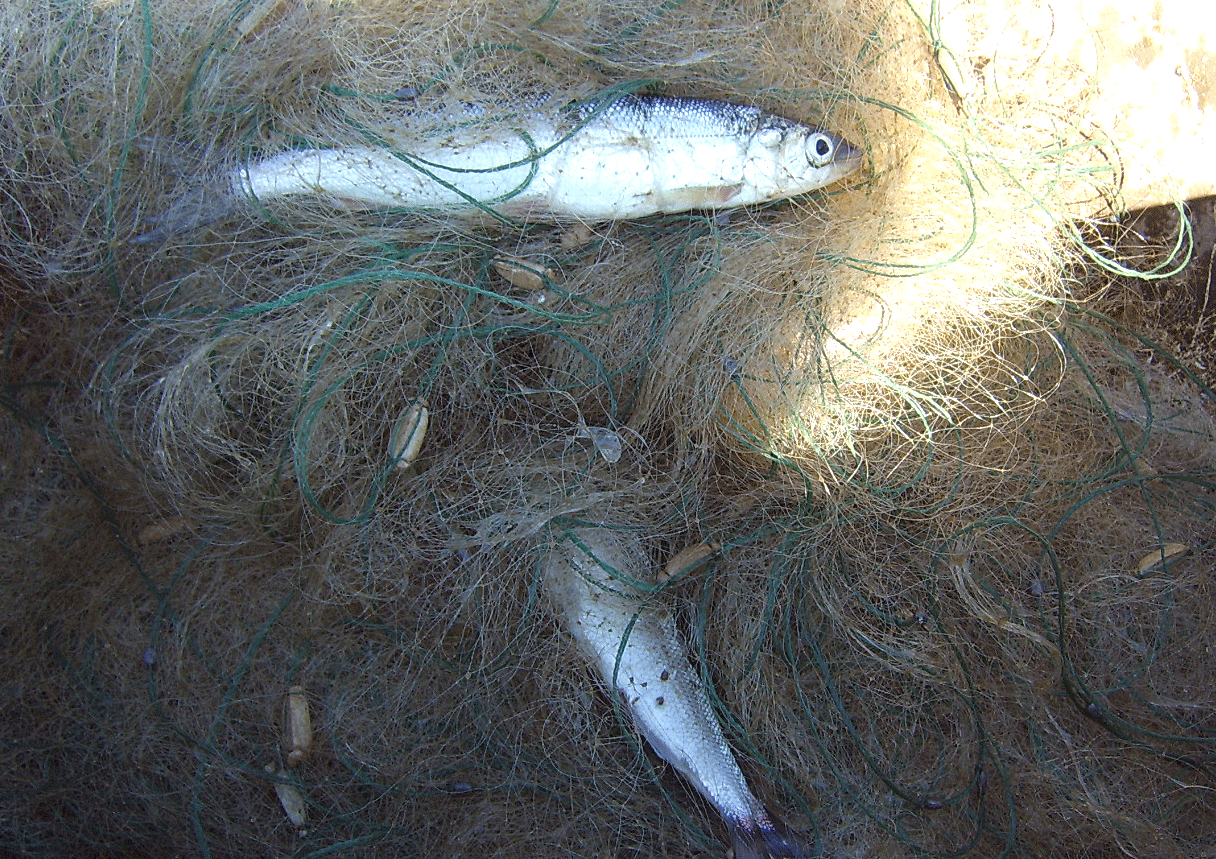
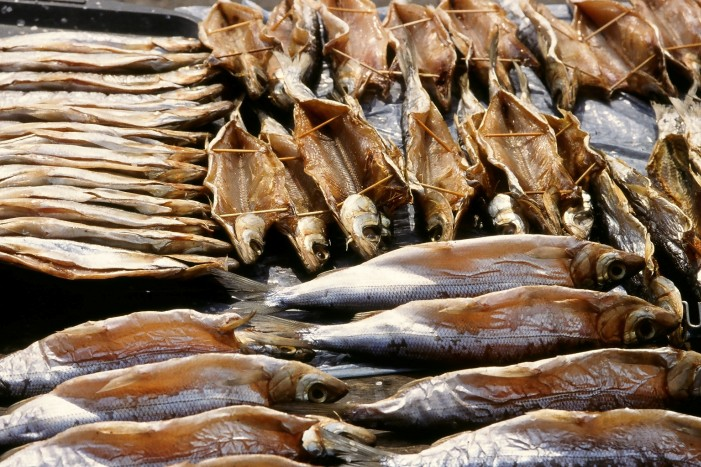
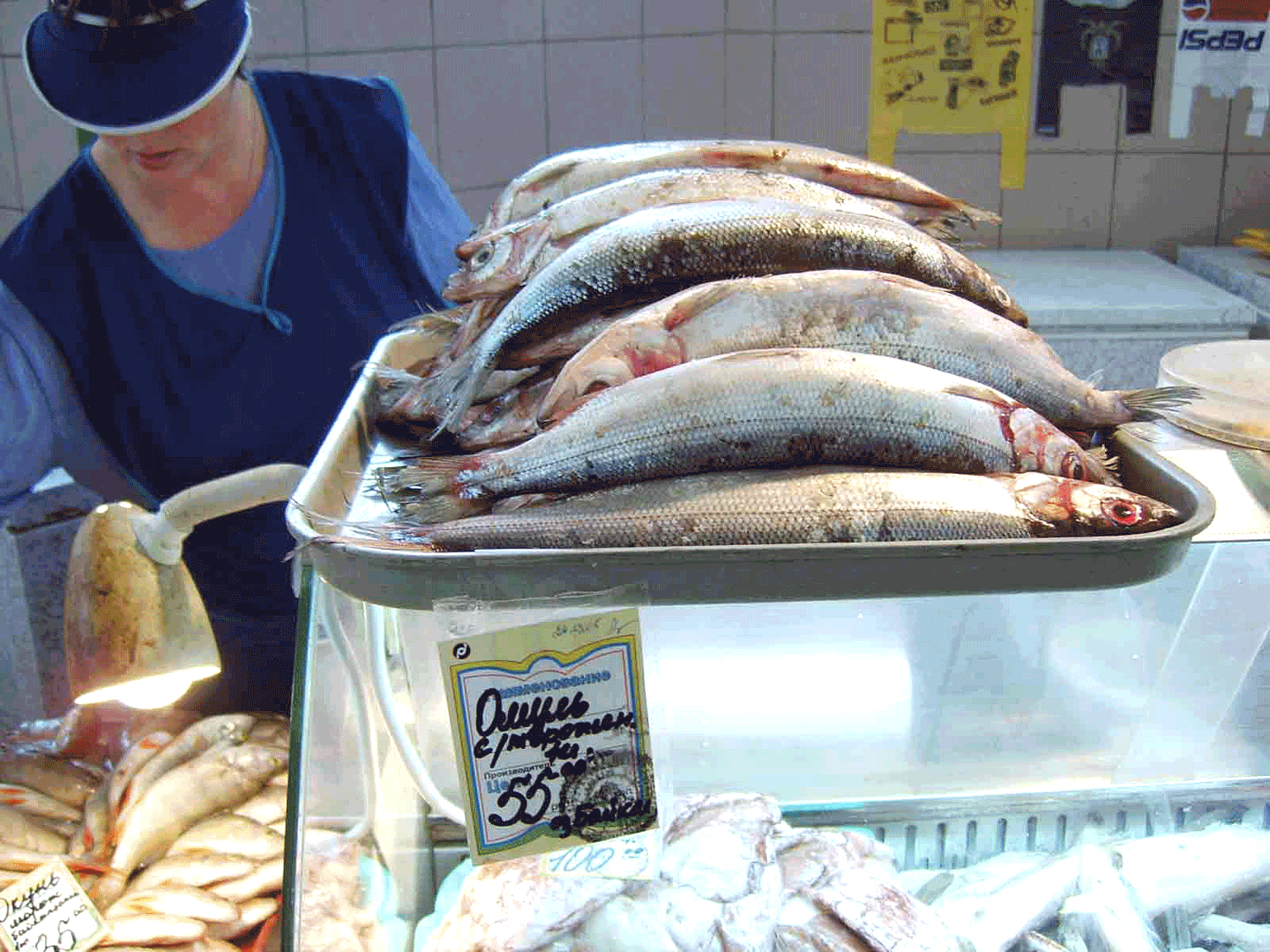
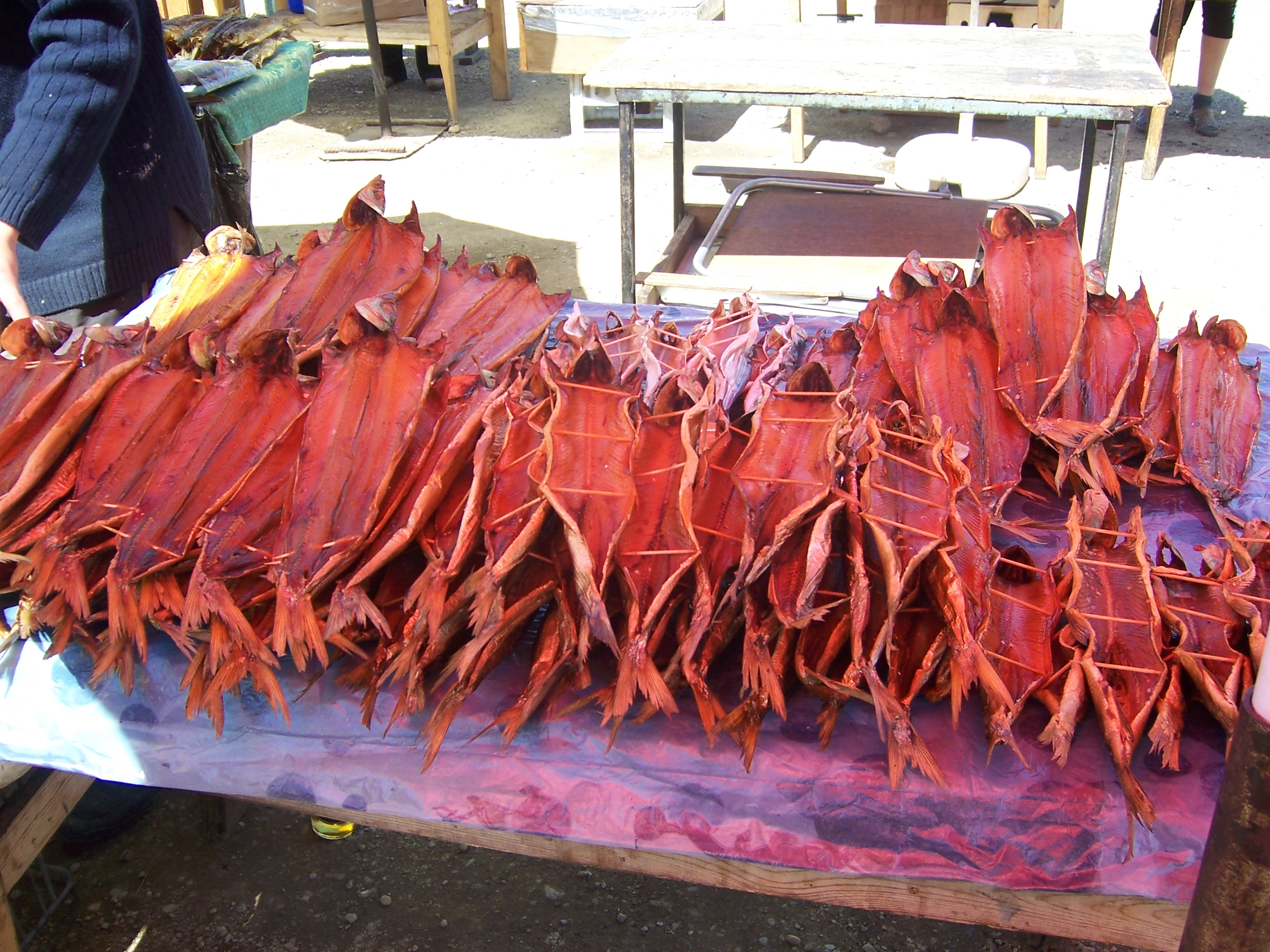
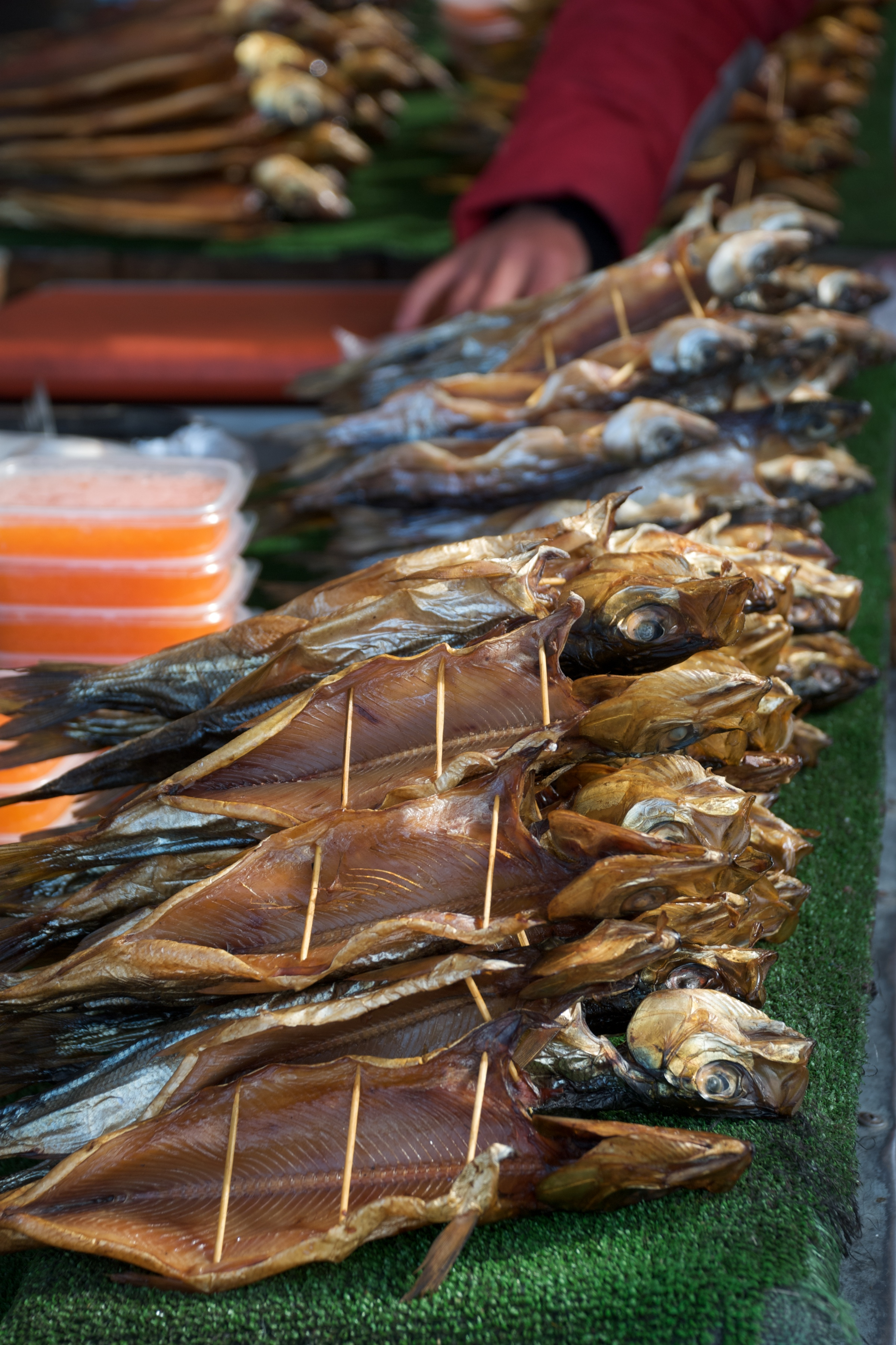
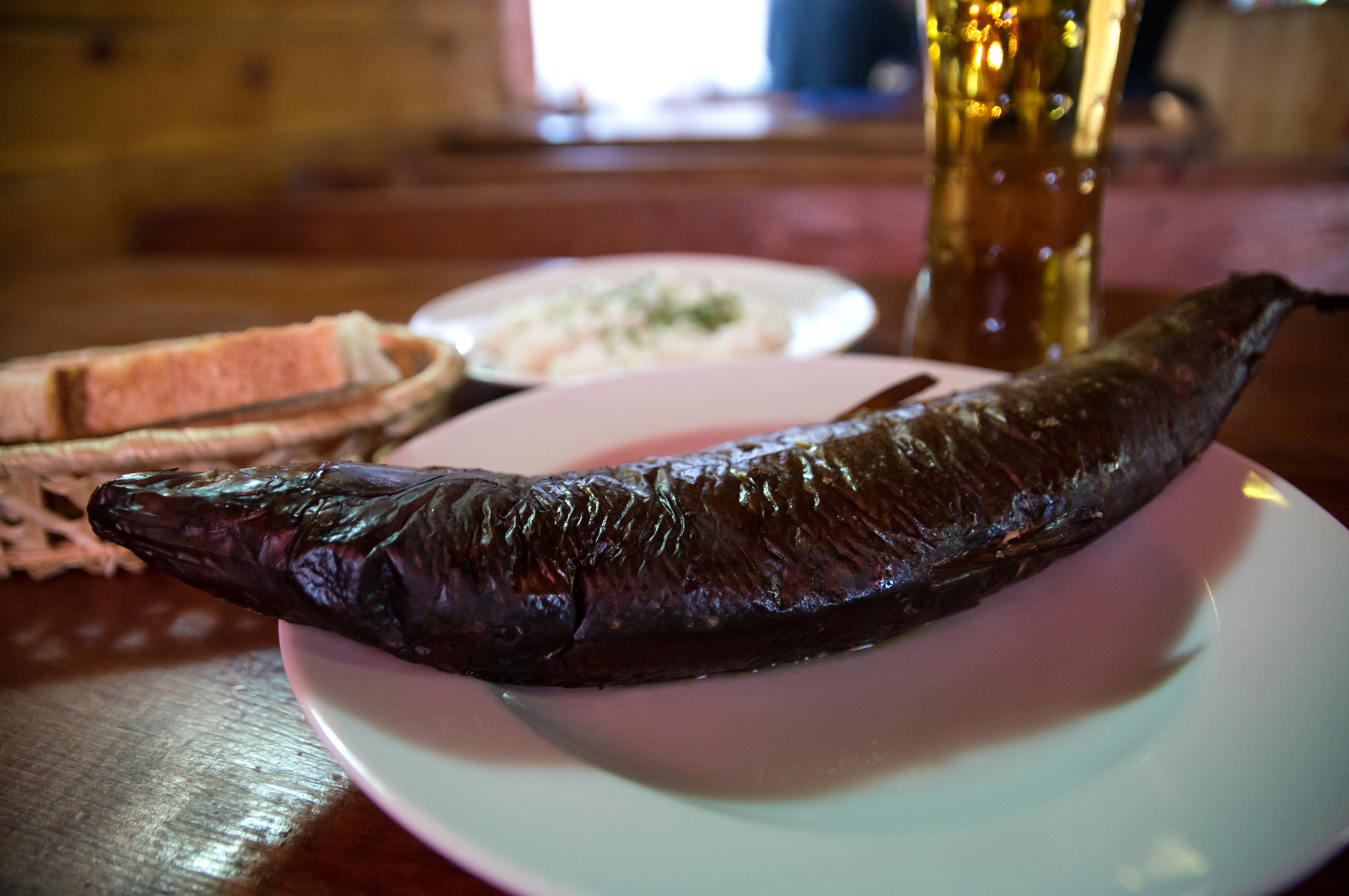